# Eunidia djiboutiana
Eunidia djiboutiana är en skalbaggsart som beskrevs av Stefan von Breuning 1974. Eunidia djiboutiana ingår i släktet Eunidia och familjen långhorningar.
Artens utbredningsområde är Djibouti. Inga underarter finns listade i Catalogue of Life.